# جورج راش
جورج ويليام راش (21 سبتمبر 1901 - 19 أكتوبر 1980) كان عالم رياضيات وإحصائي وعالم قياس نفسي دنماركي، اشتهر بتطويره فئة من نماذج القياس المعروفة باسم نماذج راش. درس على يد ر. أ. فيشر، وكذلك لفترة وجيزة على يد راجنار فريش، وانتُخب عضوًا في المعهد الدولي للإحصاء عام 1948.
في عام 1919، بدأ راش دراسة الرياضيات في جامعة كوبنهاغن. أكمل درجة الماجستير عام 1925 وحصل على درجة الدكتوراه في العلوم مع مدير الأطروحة نيلز إريك نورلوند عام 1930. تزوج راش عام 1928. لم يتمكن من العثور على عمل كعالم رياضيات في ثلاثينيات القرن الماضي، فلجأ إلى العمل كمستشار إحصائي. وبهذه الصفة، عمل على مجموعة من المسائل، بما في ذلك مسائل النمو البيولوجي.